# یولاف‌وار
یولاف‌وار (نام علمی: Trisetaria) نام یک سرده از تیره گندمیان است.